# Ngữ hệ Triều Tiên
Ngữ hệ Triều Tiên là một ngữ hệ bao gồm tiếng Hàn Quốc hiện đại cùng với họ hàng cổ đại đã biến mất.
Ngôn ngữ tại đảo Jeju được một số người coi là phương ngữ của tiếng Hàn hiện đại nhưng nó đủ khác biệt để được coi là một ngôn ngữ riêng. Điều này làm cho tiếng Hàn cùng tiếng Jeju hợp thành một ngữ hệ nhỏ.
Tiếng Hàn được cho là bắt nguồn từ đâu đó ở Mãn Châu và sau đó di chuyển đến Bán đảo Triều Tiên.

## Mối quan hệ ngoại tại
Trong số các ngôn ngữ còn tồn tại, tiếng Hàn được hầu hết các nhà ngôn ngữ học coi là một ngôn ngữ tách biệt (mặc dù người ủng hộ ngữ hệ Altai vẫn hay đưa nó vào ngữ hệ này - một ngữ hệ ngày nay thường bị bác bỏ). Alexander Vovin (2015) cho rằng ngữ hệ Triều Tiên chia sẻ một số đặc điểm hình thái với bốn ngữ hệ nhóm Paleosiberia (ví dụ như thiếu âm vị âm tắc hữu thanh, sử dụng động từ ghép, khiển cách), và cho thấy rằng nó thực sự có nhiều điểm chung với "Paleosiberia" (là một nhóm địa lý và khu vực chứ không phải là một nhóm phả hệ) hơn là với nhóm Altai giả định. Tiếng Hàn cũng có một số từ mượn từ các ngôn ngữ Paleosiberia. Vovin cho rằng tiếng Hàn có một số từ vay mượn ngữ hệ Tungus, nhưng không có mối quan hệ phả hệ với Tungus.
Một số tên địa danh chí ít là ở Goguryeo và Silla, cũng như trên đảo Jeju, có thể cho là có nguồn gốc ngôn ngữ Nhật Bản, nhưng các từ mượn từ tiếng Goguryeo và các văn liệu tiếng Silla, không chia sẻ các yếu tố Nhật Bản này, cho thấy rằng các ngôn ngữ được ghi nhận trên bán đảo Triều Tiên đều là tiếng Hàn và nhóm ngôn ngữ Triều Tiên đã thay thế các ngôn ngữ Nhật Bản trên khắp bán đảo này. (Xem thêm tiếng Gaya)
Tiếng Khiết Đan (Khitan) chưa phân loại có một số từ vựng tương tự như tiếng Hàn (những từ vựng này không hiện diện trong các ngôn ngữ Mông Cổ hoặc Tungus). Điều này cho thấy sự hiện diện hoặc ảnh hưởng mạnh mẽ của tiếng Hàn đối với tiếng Khiết Đan.
Khả năng có mối quan hệ phả hệ giữa ngữ hệ Turk và tiếng Hàn, độc lập với ngôn ngữ Altai, được đề xuất bởi một số nhà ngôn ngữ học. Barış Kabak (2004) của Đại học Wurzburg nói rằng ngôn ngữ Turk và tiếng Hàn có chia sẻ đặc điểm âm vị học cũng như hình thái học. Yong-Sŏng Li (2014) cho rằng có một số từ cùng gốc giữa ngôn ngữ Turk và tiếng Triều Tiên cổ. Choi Han-Woo đề xuất vào năm 1996 mối quan hệ chặt chẽ giữa ngôn ngữ Turk và tiếng Hàn bất kể mối quan hệ nào với ngôn ngữ Altai.

## Phân loại
Các giai đoạn lịch sử của tiếng Hàn như sau:
- Trước thế kỷ 1: ngôn ngữ Triều Tiên nguyên thủy
- Thế kỷ 1 đến thế kỷ 10: ngôn ngữ Triều Tiên cổ
- Thế kỷ 10 đến 16: ngôn ngữ Triều Tiên trung đại
- Thế kỷ 17 đến nay: Tiếng Triều Tiên hiện đại

### Ngôn ngữ Triều Tiên cổ đại
Một số ngôn ngữ cổ của bán đảo Triều Tiên là tiếng Silla, tiếng Buyeo, tiếng Goguryeo, tiếng Dongye, tiếng Okjeo, tiếng Baekje, tiếng Gojoseon và tiếng Ye-Maek có thể là tổ tiên của, liên quan đến, hoặc là một phần của Tiếng Triều Tiên cổ. Hai nhánh đôi khi được đặt ra, Phù Dư và Hàn.
Vào thời cổ đại, các ngôn ngữ Triều Tiên tồn tại ở miền nam Mãn Châu và phía bắc bán đảo Triều Tiên, sau đó mở rộng về phía nam vào miền trung và miền nam bán đảo Tiều Tiên, thay thế các ngôn ngữ Nhật Bản được nói ở đó và có thể gây ra cuộc di cư thời kỳ Yayoi. Có sự bất đồng về thời kỳ tiền sử hoặc lịch sử trong đó sự mở rộng này xảy ra, từ thời kỳ đồ đồng Triều Tiên đến thời Tam Quốc của Triều Tiên.

### Ngôn ngữ Triều Tiên hiện đại
Tiếng Triều Tiên hiện đại theo truyền thống được coi là một ngôn ngữ duy nhất. Tuy nhiên, tiếng Jeju (Cheju) đôi khi được phân loại là một ngôn ngữ riêng biệt, ví dụ như trong Sách đỏ các ngôn ngữ bị đe dọa của UNESCO. Nếu điều đó được chấp nhận thì có hai ngôn ngữ Triều Tiên hiện đại: tiếng Jeju và tiếng Hàn Quốc/Triều Tiên đích thực.

## Các thành viên
- Ngữ hệ Triều Tiên (한국어족, 韓國語族) 
  - Uế Mạch (예맥어, 濊貊語) - không được kiểm chứng, được cho là tổ tiên của ngôn ngữ Phừ Dư và Hàn.
  - Phù Dư (부여어파, 夫餘語派) 
    - Cao Câu Ly (고구려어, 高句麗語)
    - Phù Dư (부여어, 夫餘語)
    - Ốc Trở (옥저, 沃沮)

  - Hàn (한어파, 韓語派) 
    - Tân La (신라어군, 新羅群) 
      - Hàn (한국어/조선어, 韓國語/朝鮮語)
      - Jeju (제주어, 濟州語)

    - Bách Tế (백제어, 百濟語)
    - Già Da (가야어, 伽耶語) - chỉ một từ được biết.